# Volmatroos

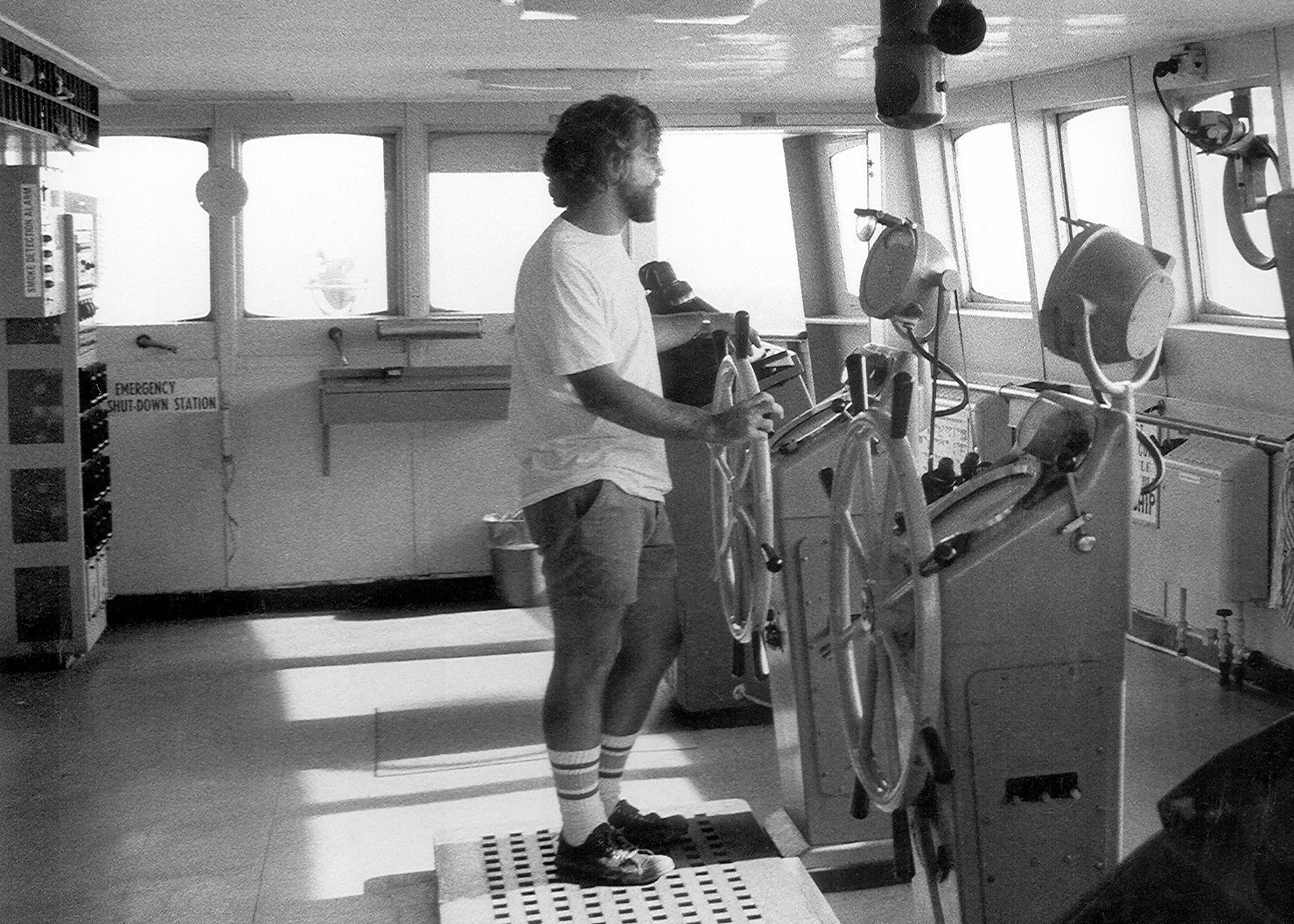
Volmatrozen worden vaak als roerganger ingezet

Een volmatroos is een matroos op de koopvaardij die het diploma volmatroos bezit. Dit betekent dat de matroos kan splitsen en knopen, met zeilen en riemen om kan gaan. Tevens kan hij aan het roer staan, en het schip onderhouden. Aan de orde komen scheepswerktuigkunde, navigatie, veiligheid, ladingtype, aan- en ontmeren. Ook de bevelen met betrekking tot de reddingsmiddelen moet hij kunnen uitvoeren.